# Janczewscy herbu Jastrzębiec
Janczewscy herbu Jastrzębiec – polski ród szlachecki, który wziął swoje nazwisko od Janczewa w powiecie bielskim województwa płockiego (obecnie w powiecie płockim województwa mazowieckiego), znany od XV wieku.

## Historia
Dom silnie rozrodzony, w związku z czym jego członkowie podzielili rodzinne gniazdo na Janczewo-Rogacze, Janczewo-Zagajne, Janczewo-Jeziorka i Janczewo-Dusze (dziś części składowe Jączewa), na których to częściach dziedziczyły poszczególne linie rodu, nabywające udziały także w innych wsiach Mazowsza. 
Janczewscy pełnili funkcje sędziów, komorników, wójtów a także plebanów. Inni członkowie tego rodu przenieśli się do Wielkiego Księstwa Litewskiego, gdzie z czasem nabyli znaczne dobra.
Walenty Janczewski z województwem płockim a Jan, Marcin, Stanisław i Szymon Janczewscy z ziemią dobrzyńską podpisali elekcję 1697 roku, tj. wybór Augusta II Mocnego na króla Polski.
Po rozbiorach Rzeczypospolitej Janczewscy wylegitymowali się ze staropolskiego szlachectwa zarówno w Królestwie Polskim (niektórzy błędnie z herbem Lubicz) jak i w Galicji.